# Remilk
Remilk ltd. (hebräisch רִימִילְק בָּעָ״מ Rīmīlq BʿA"M) ist ein multinationales israelisches Unternehmen, das auf die Produktion synthetischer Milch und darauf basierender Produkte spezialisiert ist.
Das Unternehmen hat eine Methode der hefebasierten Fermentation entwickelt, um erzeugte naturidentische rekombinante Milchproteine herzustellen. Diese werden in einem Milchersatz eingesetzt, der Lactose- und Cholesterin-frei ist.
Das Unternehmen gibt als Motivation für die Entwicklung kuhfreier Milch die Grausamkeit gegenüber Tieren in der Milchindustrie und die Klimaauswirkungen der Milchproduktion an.

## Geschichte
Remilk wurde 2019 von Aviv Wolff und Ori Cohavi gegründet. Im Dezember 2020 schloss das Unternehmen eine Series-A-Finanzierungsrunde über 11 Millionen Dollar ab, die von dem israelischen VC Fresh Fund angeführt wurde. Zu den anfänglichen Investoren gehörten Hochland, eines der größten Molkereiunternehmen in Deutschland, Tnuva, der größte Molkereikonglomerat in Israel, und eine israelische Brauerei namens Tempo.
Im November 2021 führte der multinationale Risikokapitalfonds Hanaco Ventures eine Finanzierungsrunde für das Unternehmen durch und sammelte 120 Millionen Dollar, um die Produktionskapazitäten des Unternehmens zu erhöhen.
Im April 2022 kündigte das Unternehmen an, dass es plant, die weltgrößte Fermentationsanlage in Dänemark zu eröffnen.
Die vollmaßstäbliche Fermentationsanlage wird auf rund 70.000 Quadratmeter im Kalundborg Öko-Industriepark gebaut.
Im Juni 2022 erhielt Remilk die FDA-Zulassung, und Anfang 2023 erteilte die Lebensmittelbehörde in Singapur und später das israelische Gesundheitsministerium dem Unternehmen die regulatorische Genehmigung, kuhfreie Milchprodukte an Verbraucher zu vermarkten und zu verkaufen. Anfang 2024 erteilte Health Canada dem Unternehmen die regulatorische Genehmigung, seine Produkte an kanadische Verbraucher zu vermarkten und zu verkaufen.

## Produkt
Um kuhfreie Milch zu produzieren, verwendet das Unternehmen gentechnisch veränderte einzellige Mikroben, um Milchproteine in industriellem Maßstab zu erzeugen. Die resultierende Milch ist geschmacklich und von der Textur her vergleichbar mit traditionell von Kühen produzierter Milch, enthält jedoch keine Laktose, Cholesterin, Wachstumshormone und Antibiotika. Anschließend wird sie zu Pulverform getrocknet, welches dann in Derivaten von milchbasierten Produkten wie Joghurt, Käse und Eiscreme verwendet werden kann.
Unternehmen, die derzeit traditionelle Milchprodukte verwenden, können ihre Milchproteine mit dem Protein von Remilk ersetzen. Was die Nachhaltigkeit betrifft, so schätzt Remilk, dass sein Prozess nur 1 % des Landes, 4 % der Treibhausgasemissionen und 5 % des Wassers benötigt, um vergleichbare Produkte im traditionellen Milchherstellungsprozess zu produzieren.